# ورتاني
ورتاني أو ورتتاني من أهمّ العروش والقبائل التّونسيّة من أصول امازيغيّة بربريّة ومركزها الشّمال الغربي.

## معنى الكلمة
معنى كلمة ورتاني كما يلي. «أرت» كلمة أمازيغيّة مفردة غير معرّفة تعني بستان أو بستان أشجار باللّغة العربيّة. الجمع غير المعرّف للكلمة الأمازيغيّة «أرت» «أورتان» باللّغة الأمازيغيّة. كلمة «أورتان» الأمازيغيّة تعرّف في اللّغة الأمازيغيّة على غرار التّعريف بالألف واللاّم في اللّغة العربيّة إلى «ورتان» التّي تعني البساتين باللّغة العربيّة  وهذا هو اسم القبيلة. الدّليل التّاريخي على ذلك وجود بساتين الأشجار بكثرة في مدينة صرا ورتان جنوب مدينة الكاف وقد أطلق عليها الرومان سابقا «ألتيسيرا» أي الأرض العالية لأن صرى ورتان ترتفع ب 397م على مستوى سطح البحر وهي الأعلى في كل المنطقة.

## عن القبيلة
قبيلة ورتان البربريّة كان ومازال لها نفوذ كبير وتعايشوا مع الرّومان في وقت ما. ورتاني نسبة إلى قبيلة ورتان البربريّة باللّغة العربية.
ناهيك أن جل هذه القبيلة فلاقة وحاربو الإستعمار الفرنسي المستبد بالسلاح ودافعو عن أرضهم
أفراد قبيلة الورتاني الذّين يعيشون في تونس اليوم يتكلّمون اللّغة العربيّة باللّهجة التّونسيّة كلغتهم الأمّ وهم مسلمون سنّة. لقبهم أو إسمهم العائلي ورتاني أو ورتتاني. وهو اسم منتشر في مدينة الكاف، مدينة القيروان ومدينة تونس. بعض من هذه القبيلة هاجروا إلى فرنسا بداية من ثمانينيّات القرن التّاسع عشر وخلال فترة الإستعمار الفرنسي لتونس (1881-1956). 197 شخصا على الأقلّ ممّن لقبهم ورتاني ولدوا بفرنسا بداية من سنة 1890. ورتاني يحتلّ المركز 49565 في ترتيب الألقاب أو أسماء العائلات بفرنسا. في ألمانيا يوجد حسب التقريب 24 شخصا لقبهم ورتاني  ، حسب نايمزبيديا  يعيش أفراد قبيلة الورتاني اليوم في 14 بلد من بلدان العالم على أقلّ تقدير.